# Yves Joseph de Kerguelen-Trémarec

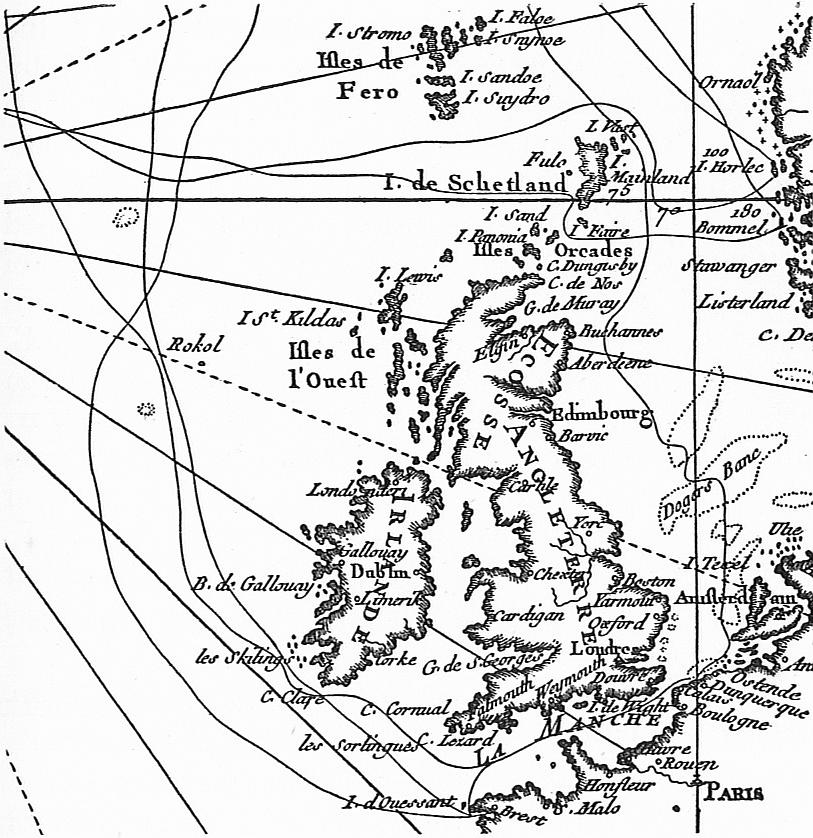
Området kring Rockall, publicerad 1771.

Yves Joseph de Kerguelen-Trémarec, född 13 februari 1734, död 3 mars 1797, var en fransk sjöofficer som upptäckte Kerguelenöarna under sin första expedition till den Indiska oceanen. Kerguelen var omtyckt efter sin första expedition, men föll i onåd efter sin andra expedition och förkastades även för att ha brutit mot flottans regler. Under den franska revolutionen sågs han som ett offer för Ancien régime och återgäldades sin gamla position.
Kerguelen skrev flera böcker om expeditioner och franska flottoperationer under det amerikanska frihetskriget.

## Biografi

### Uppväxt
Kerguelen föddes i Landudal, Bretagne. Under sjuårskriget verkade han som kapare men var inte särskilt framgångsrik.

### Rockall
År 1767 seglade Kerguelen nära Rockall. Även om ön inte befann sig inom synhåll verkade han åtminstone ha tillförlitlig information kring den; hans återgivna position för Rockall var bara 26 kilometer norr om dess faktiska läge. Kerguelen beskrev även öns utseende. År 1771 publicerade han en karta över området.

### Kerguelenöarna

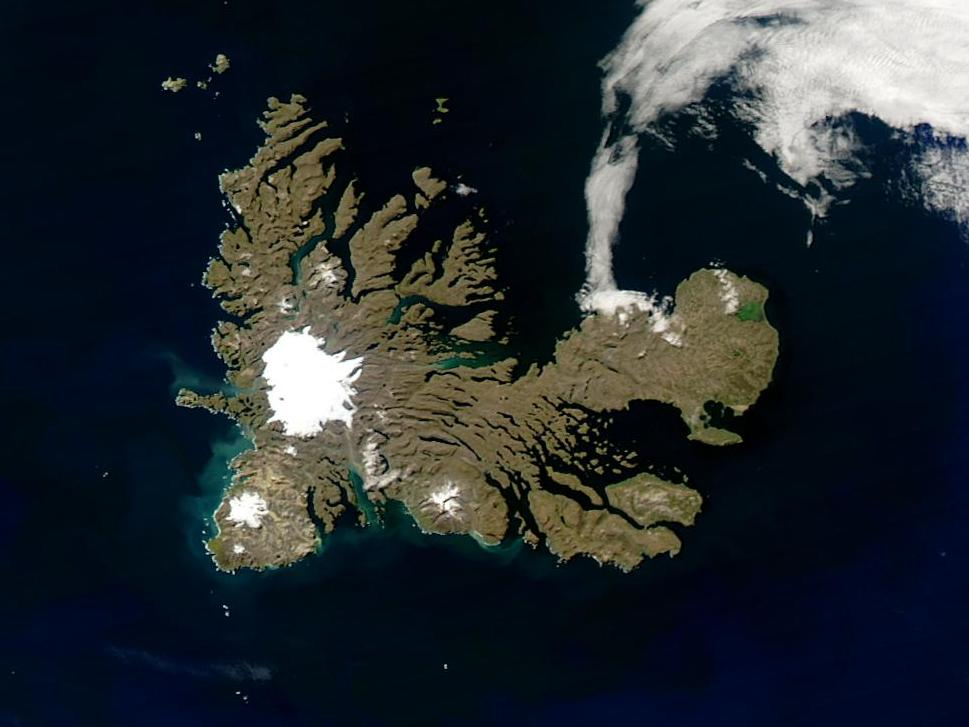
Satellitbild över Kerguelenöarna.

År 1772 fick Kerguelen kommando över den tredje franska expeditionen skickad i syfte att hitta den mytomspunna kontinenten Terra Australis. Under expeditionens gång hittades istället ögruppen Kerguelen i den södra Indiska Oceanen, som de gjorde anspråk på för Frankrikes räkning.
I sin rapport till kung Ludvig XV överdrev Kerguelen kraftigt ögruppens värde. Den belåtne kungen befordrade Kerguelen till kommendör (capitaine de vaisseau) och gav honom även befogenheter att utföra en andra expedition. Kerguelen misslyckades återigen med att hitta den tänkta kontinenten och vid det här laget stod det klart att Kerguelenöarna var isolerade, värdelösa och definitivt inte Terra Australis.
Vid sin återkomst ställdes Kerguelen inför krigsrätt i Brest. Främst åtalades han för att ha förolämpat en av sina sjömän framför hela besättningen, men också påstods han ha smugglat en 16-årig flicka ombord på skeppet. Han befanns skyldig den 25 maj 1776 och tillbringade sex år i fängelse. Han förlorade även sina titlar.

### Franska revolutionen
Under den franska revolutionen sågs Kerguelen som ett offer för Ancien régime, och han återgäldades sin gamla position. Han deltog i slaget vid Groix år 1795.
Den 3 mars 1797 dog Yves Joseph de Kerguelen-Trémarec som konteramiral (Vice-amiral) i Paris vid 63 års ålder.